# Artificial Intelligence
För det akademiska studieområdet Artificial Intelligence, se Artificiell intelligens.
Artificial Intelligence är ett musikalbum utgivet 1985 av John Cale som hans 10. soloalbum. Albumet producerades av Cale och släpptes under etiketten Beggars Banquet Records.

## Låtlista
1. "Everytime The Dogs Bark" – 4:17
2. "Dying On The Vine" – 5:18
3. "The Sleeper" – 5:53
4. "Vigilante Lover" – 4:27
5. "Chinese Takeaway (Hong Kong 1997)" – 3:44
6. "Song Of The Valley" – 5:06
7. "Fadeaway Tomorrow" – 3:25
8. "Black Rose" – 4:58
9. "Satellite Walk" – 4:58

## Medverkande
- John Cale − bas, gitarr, keyboard, sång, viola
- Graham Dowdall − slagverk
- Gill O'Donovan − sång
- Susie O'List − sång
- David Young − gitarr
- James Young − keyboard